# Mathilde Otto

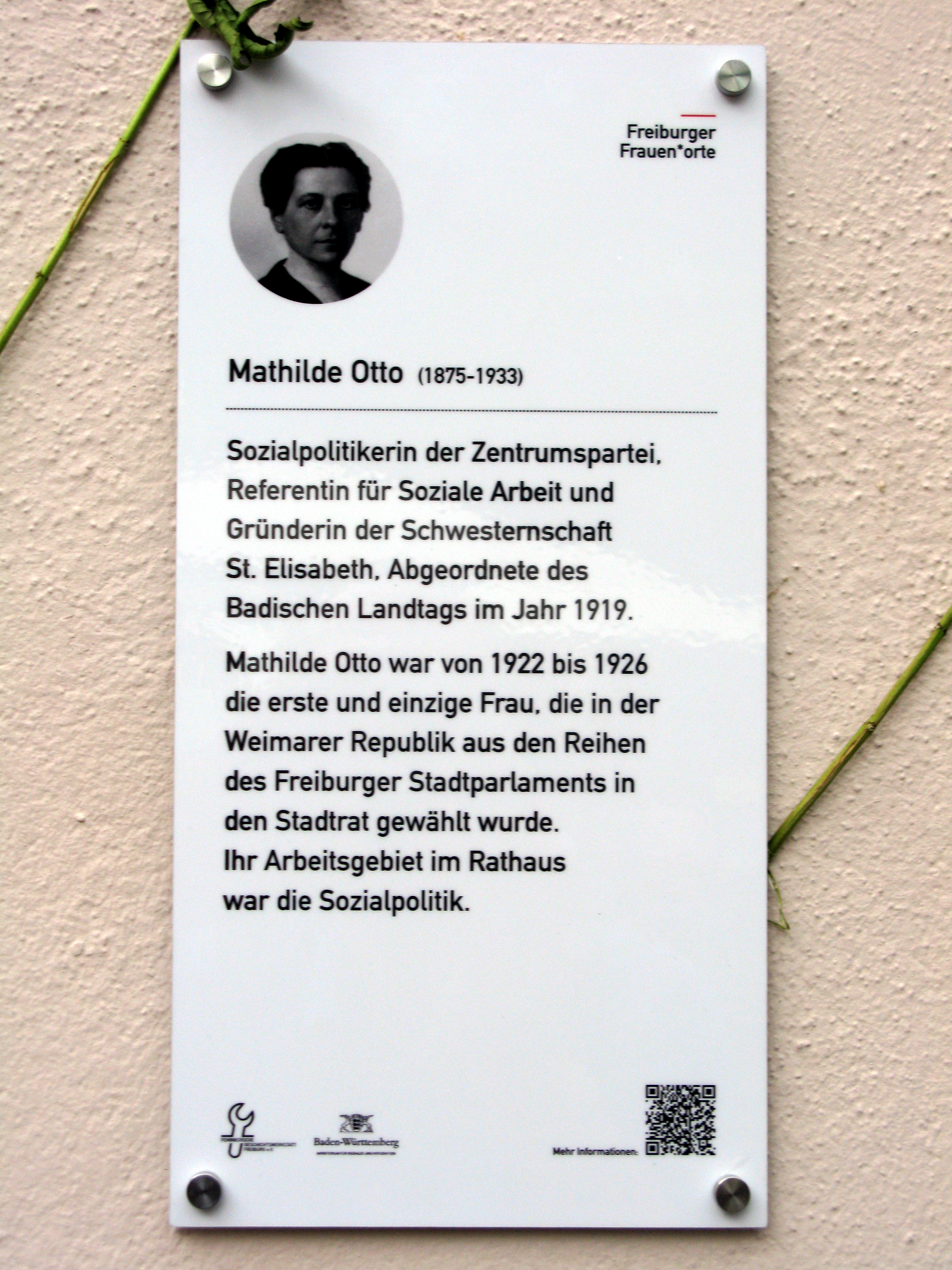
Gedenktafel am Neuen Rathaus in Freiburg

Mathilde Otto, eigentlich Philippine Mathildis Otto, (* 18. Dezember 1875 in Oberweier; † 20. August 1933 in Freiburg) war eine deutsche Politikerin und Frauenrechtlerin.

## Leben
Mathilde Otto wurde als Tochter des Kaufmanns Julius Otto und seiner Frau Katharina geboren. Sie besuchte katholische Internatsschulen in Freiburg und in Genf. Anschließend beteiligte sie sich an der Pflege ihres kranken Vaters in Oberweier. Sie absolvierte ein Privatstudium und legte 1907 die erste Lehrerinnenprüfung ab. Zwischen 1910 und 1913 absolvierte sie eine Zusatzausbildung als Religionslehrerin in Freiburg und besuchte volkswirtschaftliche und staatswissenschaftliche Vorlesungen an der Universität in Freiburg.
Sie übernahm 1912 die Führung des Elisabethvereins in Freiburg, der sich um kinderreiche Familien in Not kümmerte. Sie engagierte sich außerdem ab 1918 als Generalsekretärin der Elisabeth- und Frauen-Vinzenz-Vereine. 1925 gründete sie die St.-Elisabeth-Schwesternschaft in Freiburg, die das Haus in der Freiburger Dreisamstraße 15 als Mutterhaus erwerben konnte. 1931 gründete sie die Reichsgemeinschaft der Elisabeth- und Frauenvinzenzvereine, deren stellvertretende Vorsitzende sie für ein Jahr war.
Als Jugendsekretärin beim Diözesan-Präsidium der katholischen weiblichen Jugendvereine hielt sie Vorträge und Kurse für Arbeiterinnen und fürsorgerisch tätige Frauen. Ab 1918 arbeitete sie beim Deutschen Caritasverband als Referentin für die Armen- und Familienpflege.
1929 gründete sie ein Wöchnerinnenheim für mittellose Mütter des Mittelstandes und des Arbeiterstandes im Mutterhaus der Elisabeth-Schwesternschaft, aus dem später das St. Elisabeth-Krankenhaus wurde.
1933 starb Mathilde Otto in Freiburg an einem Krebsleiden.

## Politische Tätigkeit
1919 wurde sie für die Deutsche Zentrumspartei in die Badische Nationalversammlung in Freiburg gewählt und zog neben sechs anderen weiblichen Abgeordneten, darunter Clara Siebert und Marianne Weber, in den Landtag ein. Sie gehörte dem Geschäftsordnungsausschuss an. Nur einmal hatte sie im Parlament gesprochen: über die Maßnahmen zur Linderung der Wohnungsnot. 1920 legte sie das Amt wieder nieder, weil ihr für ihre Verbandsaufgaben in Freiburg zu wenig Zeit blieb.
Sie wurde 1922 in den Freiburger Stadtrat gewählt, dem sie bis 1926 angehörte.

## Ehrungen

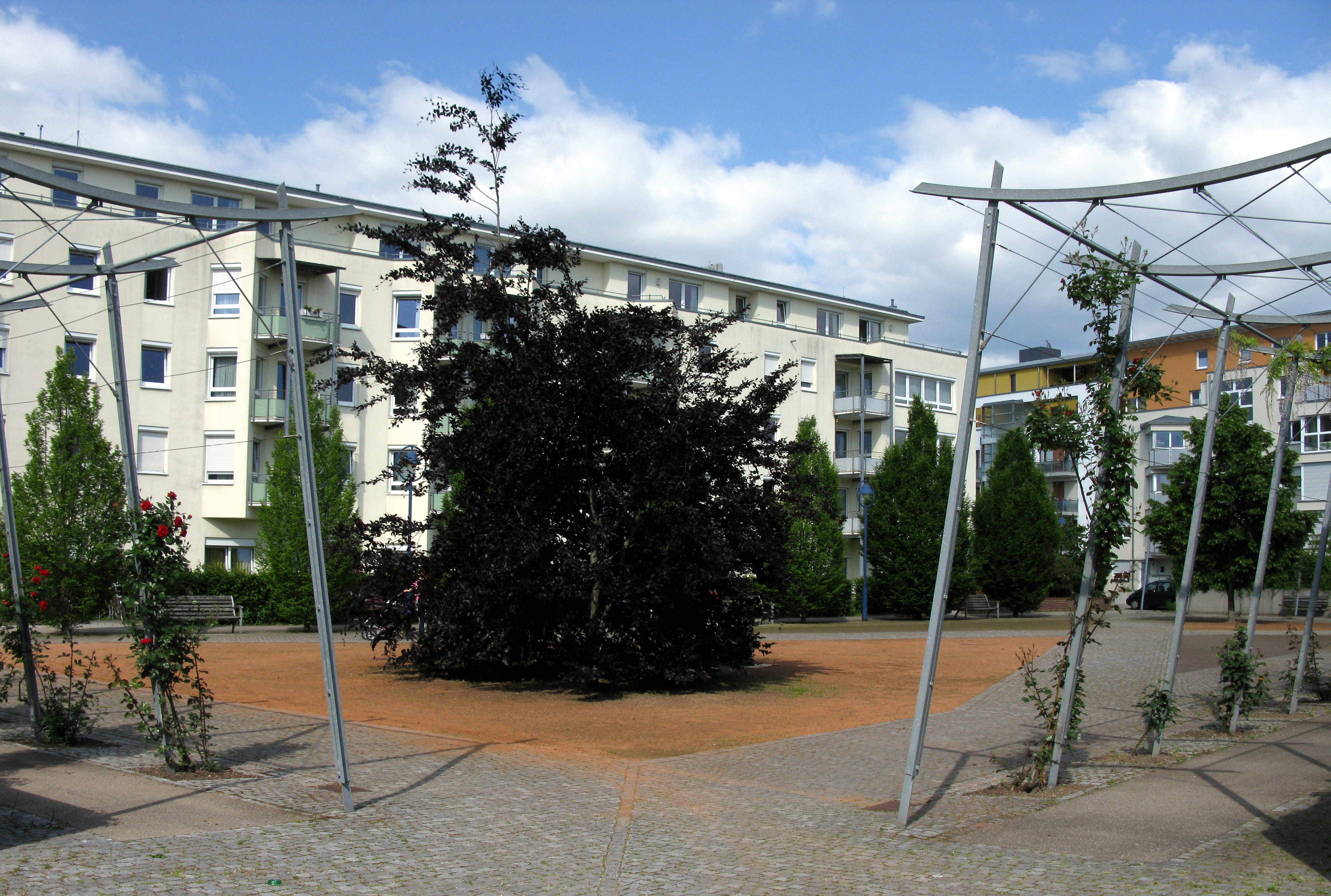
Der Mathilde-Otto-Platz in Freiburg-Rieselfeld

Ihr Einsatz für notleidende und alleinstehende Frauen und Mütter machte sie über die Landesgrenzen hinaus bekannt. 1924 wurde sie von Papst Pius XI. für ihr soziales Engagement mit dem Ehrenkreuz Pro Ecclesia et Pontifice ausgezeichnet.
Im Freiburger Stadtteil Rieselfeld ist ein Platz nach ihr benannt. Im Rahmen des Projekts Freiburger Frauen*Orte wurde im Sommer 2021 eine Gedenktafel für Mathilde Otto am Neuen Rathaus in Freiburg enthüllt.

## Schriften
- Neuorientierung unserer weiblichen Vereine für Familienpflege, Verleger: Caritasverband für das katholische Deutschland 1919, Freiburg im Breisgau.
- Elisabethgeist und Elisabetharbeit. Zum 7. Centenarium den dt. Elisabeth- u. Frauen-Vinzenzvereinen, Verleger: Generalsekretariat der deutschen Elisabeth- und Frauen-Vinzenzvereine 1931, Freiburg im Breisgau.